# John William Harshberger
John William Harshberger est un botaniste et un écologue américain, né le 1er janvier 1869 à Philadelphie et mort le 28 avril 1929 dans cette même ville.

## Biographie
Sa famille est d’une vieille lignée de Philadelphie. Il entre à l’université de Pennsylvanie en 1888 et où il obtient son Bachelor of Sciences (1892) et son Ph. D. (1893). Cette même année, il est recruté par l’université pour devenir instructeur en botanique, en zoologie et en biologie. En 1907, il devient professeur assistant en botanique et en 1911, professeur, fonction qu’il conserve jusqu’à sa mort. Durant les étés, il enseigne à Pocono Pines puis à la station de biologie marine de Cold Spring Harbor. En outre, il donne plus de quatre-vingts conférences publiques.
Harshberger fait de nombreux voyages, dont un en Amérique du Sud en 1927. Il est membre de diverses sociétés savantes dont l’Ecological Society of America, la Botanical Society of Pennsylvania, la Philadelphia Society of Natural History, la Wild Flower Preservation Society. Il fait paraître environ 300 publications principalement sur l’écologie des végétaux, la pathologie des plantes et des champignons, la morphologie et la physiologie végétale, etc.
Il se marie en 1907 avec Helen B. Cole, union dont naîtront deux filles. Elle meurt en 1923.

## Liste partielle des publications
- 1913 : Phytogeographic Survey of North America.
- 1914 : The Vegetation of South Florida.
- 1916 : The Vegetation of the New Jersey Pine Barrens.
- 1917 : Text-book of Mycology and Plant Pathology.
- 1920 : Text-book of Pastoral and Agricultural Botany.

## Source
- George Elwood Nichols (1930). Obituary Notice: John William Harshberger: 1869-1929, Ecology, 11 (2) : 443-444.  (ISSN 0012-9658)